# Route asiatique 16
Pour les articles homonymes, voir Route 16.
La route asiatique 16, sigle AH 16) est une route du Réseau routier asiatique.

## Parcours
La route va de Tak en Thaïlande à Đông Hà au Viêt Nam.
Elle reliant les routes AH1 et AH2. 
Son itinéraire est le suivant :

### Thaïlande
- Route 12 : Tak - Phitsanulok - Khon Kaen - Somdet - Mukdahan
- Route 212 : Mukdahan - Bang Sai Yai
- Route 239 : Deuxième pont de l'amitié lao-thaïlandaise

### Laos
- Route 9W : Savannakhet - Xeno
- Route 13 : Xeno
- Route 9E : Xeno - Xépôn - Dansavan

### Vietnam
- QL9 : Lao Bảo - Đông Hà